# Brachytarsophrys carinense
Brachytarsophrys carinense е вид жаба от семейство Megophryidae. Видът не е застрашен от изчезване.

## Разпространение
Разпространен е в Мианмар и Тайланд.